# Кинсейл

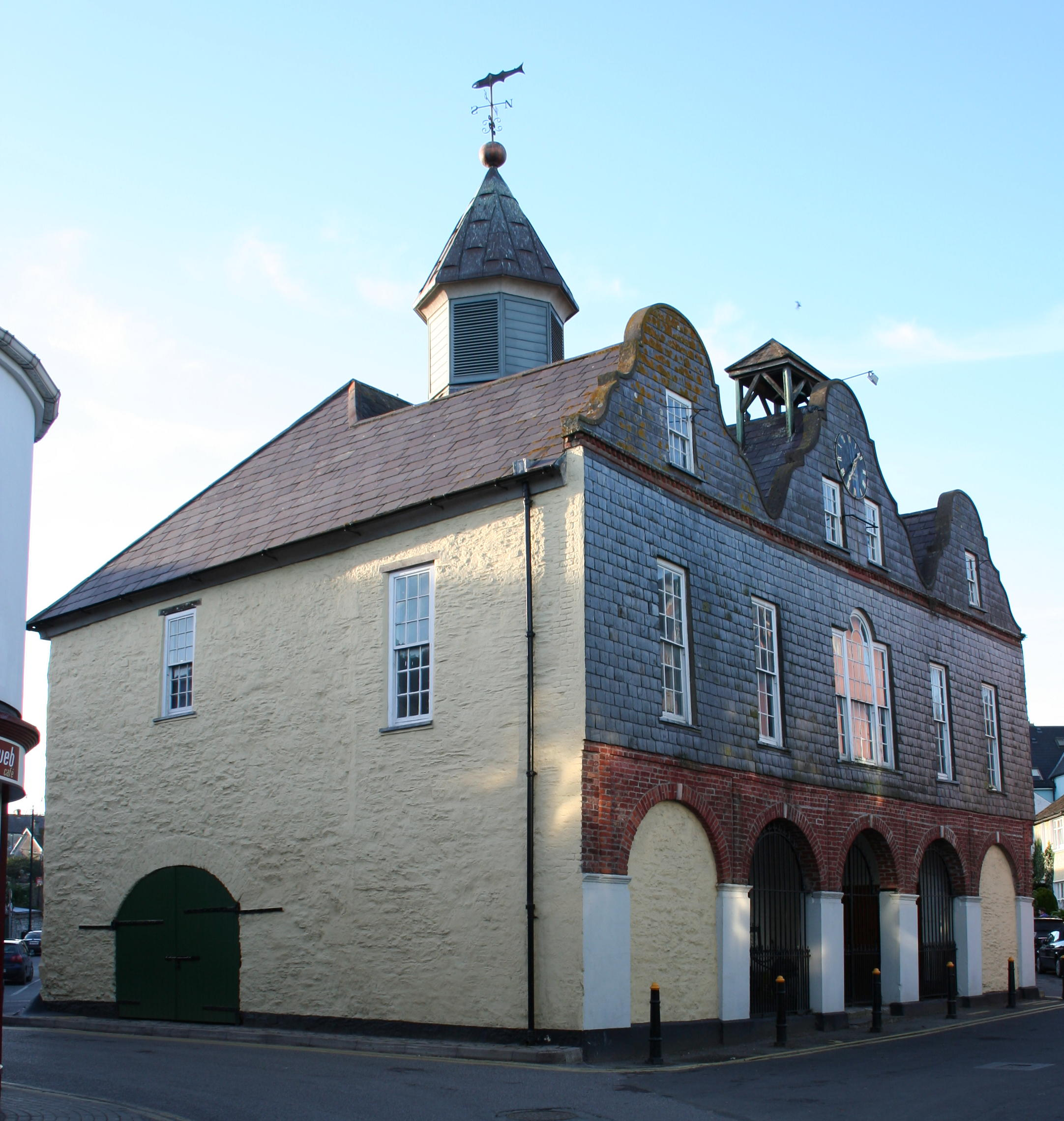
Здание рынка (ныне музей)

Кинсейл (англ. Kinsale; ирл. Cionn tSáile (Кюн-Тале)) — (малый) город в Ирландии, находится в графстве Корк (провинция Манстер).
Город знаменит своими ресторанами, и ежегодно проводит «Фестиваль гурмэ». Известный шеф-повар Кейт Флойд — жил здесь.
8 октября 2005 года Кинсейл стал вторым в Ирландии городом справедливой торговли.
После потопления «Лузитании» немецкой подводной лодкой U-20 сюда были доставлены многие тела погибших и пострадавшие.
Кинсейл — первый «переходной город» Ирландии. Это общественная инициатива по поиску путей улучшения климата и решения проблемы пика нефти, заседания по которой проводятся каждый третий четверг месяца. На заседаниях был составлен энергетический план Кинсейла до 2021 года, который повлиял на все подобные инициативы во всём мире.
Города-побратимы Кинсейла — Портофино (Генуя), Ньюпорт (Род-Айленд) и уэльский Мумблес.
В 1986 году город выигрывал Irish Tidy Towns Competition.

## Демография
Население — 4099 человек (по переписи 2006 года). В 2002 году население составляло 3554 человека. При этом, население внутри городской черты (legal area) было 2298, население пригородов (environs) — 1801.
Данные переписи 2006 года:
| Общие демографические показатели |               |                               |                               |      |      |
| Всё население                    | Всё население | Изменения населения 2002—2006 | Изменения населения 2002—2006 | 2006 | 2006 |
| 2002                             | 2006          | чел.                          | %                             | муж. | жен. |
| 3554                             | 4099          | 545                           | 15,3                          | 2019 | 2080 |

В нижеприводимых таблицах сумма всех ответов (столбец «сумма»), как правило, меньше общего населения населённого пункта (столбец «2006»).
| Религия (Тема 2 — 5 : Число людей по религиям, 2006) |             |                |             |            |       |      |
| Католики, чел.                                       | Католики, % | Другая религия | Без религии | не указано | сумма | 2006 |
| 3141                                                 | 76,6        | 415            | 397         | 146        | 4099  | 4099 |

| Этно-расовый состав (Этничность. Тема 2 — 3 : Постоянное население по этническому или культурному происхождению, 2006) |            |              |       |        |        |            |       |       |
| Белые ирландцы | Лухт-шулта | Другие белые | Негры | Азиаты | Другие | Не указано | сумма | 2006  |
| 2860 | 0          | 748          | 9     | 34     | 54     | 106        | 3811  | 4099  |
| Доля от всех отвечавших на вопрос, %                                                                                   |            |              |       |        |        |            |       |       |
| 75,0 | 0,0        | 19,6         | 0,2   | 0,9    | 1,4    | 2,8        | 100   | 93,01 |

1 — доля отвечавших на вопрос о языке от всего населения.
| Владение ирландским языком (Тема 3 — 1 : Число людей от 3 лет и старше по способности говорить по-ирландски, 2006) |      |            |       |       |
| Владеете ли Вы ирландским языком?                                                                                  |      |            |       |       |
| Да | Нет  | Не указано | сумма | 2006  |
| 1376 | 2411 | 141        | 3928  | 4099  |
| Доля от всех отвечавших на вопрос о языке, %                                                                       |      |            |       |       |
| 35,0 | 61,4 | 3,6        | 100   | 95,81 |

1 — доля отвечавших на вопрос о языке от всего населения.
| Использование ирландского языка (Тема 3 — 2 : Говорящие по-ирландски от 3 лет и старше по частоте использования ирландского языка, 2006) |                                                            |                                               |                                               |                                               |                                               |                                               |       |                                     |      |
| Как часто и где Вы говорите по-ирландски?                                                                                                |                                                            |                                               |                                               |                                               |                                               |                                               |       |                                     |      |
| ежедневно, только в образовательных учреждениях                                                                                          | ежедневно, как в образовательных учреждениях, так и вне их | в других местах (вне образовательной системы) | в других местах (вне образовательной системы) | в других местах (вне образовательной системы) | в других местах (вне образовательной системы) | в других местах (вне образовательной системы) | сумма | всего, отвечавших на вопрос о языке | 2006 |
| ежедневно, только в образовательных учреждениях                                                                                          | ежедневно, как в образовательных учреждениях, так и вне их | ежедневно                                     | каждую неделю                                 | реже                                          | никогда                                       | не указано                                    | сумма | всего, отвечавших на вопрос о языке | 2006 |
| 373 | 23                                                         | 33                                            | 65                                            | 479                                           | 382                                           | 21                                            | 1376  | 3928                                | 4099 |
| Доля от всех отвечавших на вопрос о языке, %                                                                                             |                                                            |                                               |                                               |                                               |                                               |                                               |       |                                     |      |
| 9,5 | 0,6                                                        | 0,8                                           | 1,7                                           | 12,2                                          | 9,7                                           | 0,5                                           | 35,0  | 100                                 |      |

| Типы частных жилищ (Тема 6 — 1(a) : Число частных домовладений по типу размещения, 2006) |          |         |                 |            |       |      |
| Отдельный дом                                                                            | Квартира | Комната | Переносные дома | не указано | сумма | 2006 |
| 1242                                                                                     | 230      | 14      | 2               | 29         | 1517  | 4099 |